# レオニード・コーガン
レオニード・ボリソヴィチ・コーガン（Leonid Borisovich Kogan,  Леони́д Бори́сович Ко́ган、1924年11月24日 - 1982年11月17日）は
ウクライナ出身のソ連の名ヴァイオリニスト。同郷の親友ダヴィッド・オイストラフに同じくユダヤ系。

## 経歴
ウクライナのドニプロペトロウスク出身。父親は写真家でアマチュアのヴァイオリン奏者。コーガン少年がヴァイオリン演奏に興味を示したので、アウアーの弟子のF・ヤンポリスキーに入門させた処、著しく上達したため、家族はコーガン少年がより高度な指導を受けられるようにモスクワ音楽院付属中央音楽学校に入学するため一家はモスクワに移住した。モスクワではアウアーの高弟のA・ヤンポリスキー教授に音楽院卒業の二十歳半ばまで師事。当時、音楽院随一を誇ったA・ヤンポリスキー教授門下生には後に夫人となるE・ギレリス、E・グラーチ、J・シトコヴェツキー、I・ベズロードニー、Y・ヤンケレビッチ等、錚々たる顔ぶれが揃っていた。コーガンは1936年に演奏旅行で来露したジャック・ティボー、ヨーゼフ・シゲティに絶賛され、将来の大成を予言された。また、1935年にモスクワで開催されたヤッシャ・ハイフェッツの演奏会は、コーガン少年の一生涯にわたる大きな影響を与えた。
モスクワ中央音楽学校に通った後、1943年から1948年までモスクワ音楽院に在籍。1948年に卒業後は1951年まで研究科に所属した。
コーガンは、大器晩成型のオイストラフとは対照的に、「魔神と契約した天才」と称される程の早熟の天才であった。公式デビューは1941年、モスクワ音楽院大ホールにおいて、モスクワ・フィルハーモニー管弦楽団との共演によりブラームスのヴァイオリン協奏曲を演奏した。同時期にソ連全土で演奏旅行を行う。学生時代にプラハ世界青年音楽祭で、J・シトコヴェツキー、I・ベズロードニーと共に優勝。また、コーガンはN・パガニーニの全作品演奏に挑み、モスクワで入手可能な作品の全演奏を達成した。奇想曲全24曲を一夜で演奏した演奏会は歴史的な演奏会として伝説となった。1951年には、ブリュッセルのエリザベート王妃国際音楽コンクールにおいて、パガニーニの≪協奏曲 第1番≫で驚異的な演奏を披露、エミール・ソーレ作のカデンツァの解釈にも卓越したところを審査委員長ジャック・ティボーに示し優勝した。また、イザイ・メダルも受賞した。1955年には世界的な楽旅に出発、パリとロンドンに赴き、翌年には南米とアメリカ合衆国にも訪問した。コーガンのアメリカ合衆国デビューは大成功であり、ハイフェッツ、ミルシテインとの親交を深めていったが、米ソ冷戦時代の悪影響のためかカーネギーホール演奏会爆弾騒動等、反ソ、反ユダヤ運動の標的にされ、人気も翳りを濃くしていった。
1952年よりモスクワ音楽院で教鞭を執る。1980年には、イタリアはシエナのアカデミア・キジアーナ Academia Chigiana に招かれ、教鞭を執った。門人に、日高毅、アンドレイ・コルサコフ、イリヤ・グールベルト、ヴィクトリア・ムローヴァ、イリヤ・カーラー、佐藤陽子、天満敦子、アテフ・ハリムなど。
コーガンの夫人は、有名な大ピアニストエミール・ギレリスの妹エリザヴェータ。エリザヴェータもヴァイオリニストで全ソ連コンクール第二位、1937年のイザイコンクール第三位、いずれもオイストラッフに次ぐ成績。1952年生まれの息子のパヴェル・コーガンもY・ヤンケレビッチの門下生でシベリウス・コンクールで優勝。両親と同じ道を進んだが後に指揮者に転向した。娘のニーナ・コーガンはピアニストでロン・ティボーコンクールに入賞しており、父コーガンの晩年は伴奏者を勤めた。
1982年、ウィーンでの演奏旅行から帰った直後、息子パヴェルと共演するため、オーストリアとロシアの間を列車移動中に心臓発作を起こし、誕生日を目前に58歳で不慮の死を遂げた。1955年に名誉芸術家、1964年にソ連人民芸術家に選ばれ、1965年にはレーニン賞を受賞した。
コーガンの愛器は2挺で、どちらもグァルネリ・デル・ジェスである。ひとつは1726年製の「エクス・コラン」、もうひとつは1733年製の「エクス・ブルメスター」だった。弓はドミニク・ペカットを愛用した。

## 演奏・解釈
コーガンは技術においても解釈においても至高の演奏家のひとりと認められている。スタイルは、同時代のたとえばオイストラフに比べてさほど個性的ではないものの、むしろモダンであると見なされている。コーガンは、速くて澄んだ音色のヴィブラートを使い、無骨でひきしまった、攻撃的な演奏を行なったと伝えられる。すべての弦とすべてのポジションにおいて、ムラのない豊かな響きを保とうとして、高音域で響きが減速しないように努めた。

## 録音・映像
コーガンの録音は旧ソ連国内・国外問わず多数残されている。
コーガンは室内楽の録音に積極的で、ギレリスのピアノ、ロストロポーヴィチのチェロにより、ベートーヴェン、シューマン、サン＝サーンス、ブラームス、チャイコフスキー、フォーレらのピアノ三重奏曲やピアノ四重奏曲を録音した。またコーガンは、エフゲーニ・スヴェトラーノフのピアノと、ルザノフのチェロにより、別のピアノ・トリオを結成してもいる。
コーガンはヴィルトオーソ（パガニーニ、ヴィニャフスキー、サラサーテ）の作曲した小品の演奏にも優れ、技巧・音色・情熱、まるで、作曲者の歴史的大バイオリニストが乗り移ったような入魂の演奏が記録されている。
コーガンは、ソ連で初めてベルクのヴァイオリン協奏曲に果敢に取り組み、録音したヴァイオリニストとして記録されている。
1968年には、コーガン主演のパガニーニの映画も撮影された。